# Sojuz TMA-19

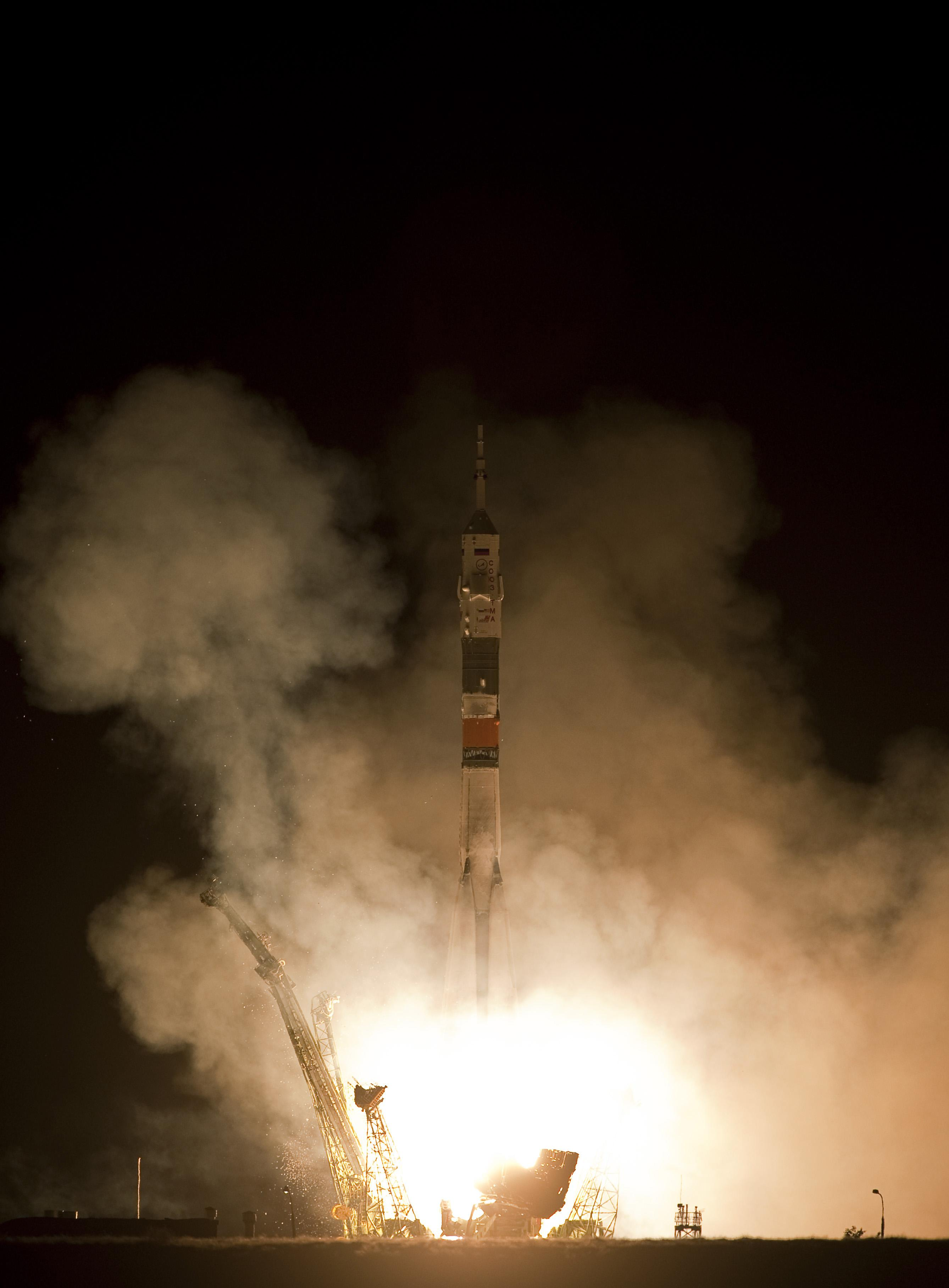
Sojuz TMA-19 al lancio

Sojuz TMA-19 è stata una missione del programma Sojuz diretta verso la Stazione spaziale internazionale.
La navetta ha trasportato tre membri della Expedition 24 che abiteranno nella stazione spaziale. TMA-19 è il 106º volo con equipaggio della navetta Sojuz dal primo volo avvenuto nel 1967.
L'aggancio con la stazione spaziale è avvenuto il 17 giugno alle ore 22:25 UTC. La navetta rimarrà agganciata alla stazione per tutta la durata della Expedition 24 per essere utilizzata in caso di emergenza per abbandonare la stazione.
La missione è terminata con successo il 26 novembre 2010 con il rientro e l'atterraggio della navetta.

## Equipaggio
| Ruolo               | Equipaggio                                          | Equipaggio                                          |
| ------------------- | --------------------------------------------------- | --------------------------------------------------- |
| Comandante          | Fëdor Jurčichin, Roscosmos Expedition 24 Terzo volo | Fëdor Jurčichin, Roscosmos Expedition 24 Terzo volo |
| Ingegnere di volo 1 | Shannon Walker, NASA Expedition 24 Primo volo       | Shannon Walker, NASA Expedition 24 Primo volo       |
| Ingegnere di volo 2 | Douglas Wheelock, NASA Expedition 24 Secondo volo   | Douglas Wheelock, NASA Expedition 24 Secondo volo   |

### Equipaggio di riserva
| Ruolo               | Equipaggio                    | Equipaggio                    |
| ------------------- | ----------------------------- | ----------------------------- |
| Comandante          | Dmitrij Kondrat'ev, Roscosmos | Dmitrij Kondrat'ev, Roscosmos |
| Ingegnere di volo 1 | Paolo Nespoli, ESA            | Paolo Nespoli, ESA            |
| Ingegnere di volo 2 | Catherine Coleman, NASA       | Catherine Coleman, NASA       |